# Desiré Wilson
Desiré Randall Wilson (Brakpan, Sudáfrica; 26 de noviembre de 1953) es una expiloto sudafricana de automovilismo, y una de las cinco mujeres pilotos de la historia de Fórmula 1. Empezó en la F1 en 1980 con un Williams FW07 preparado por Brands Hatch Racing. También participó en la Carrera de Campeones de 1979 y el Gran Premio de Sudáfrica de 1981, ambas no puntuables, con un Tyrrell.
Aparte de la F1, Wilson participó en la categoría de monoplazas CART varias veces en la década de 1980, donde llegó 10.ª en el Gran Premio de Cleveland de 1983 y 13.ª en la fecha de Phoenix ese mismo año. Participó en tres ediciones de las 500 Millas de Indianápolis, pero no pudo calificar en ninguna.
Los mayores éxitos de Wilson fueron dos victorias junto a Alain de Cadenet en los 1000 km de Monza y los 1000 km de Silverstone y un tercer lugar en las 6 Horas de Brands Hatch, las tres fechas del Campeonato Mundial de Resistencia de 1980; y una victoria y otros dos podios en la Fórmula 1 Británica ese mismo año. Asimismo, disputó las 24 Horas de Le Mans de 1982, 1983 y 1991. En 1983 llegó séptima absoluta en un Porsche 956. En 1991 tuvo como compañeras de butaca a dos mujeres, Lyn St. James y Cathy Muller.

## Resultados

### Fórmula 1
(Clave) (negrita indica pole position) (cursiva indica vuelta rápida)

| Año     | Escudería           | 1   | 2   | 3   | 4   | 5   | 6   | 7   | 8       | 9   | 10  | 11  | 12  | 13  | 14  | Pos. | Puntos |
| ------- | ------------------- | --- | --- | --- | --- | --- | --- | --- | ------- | --- | --- | --- | --- | --- | --- | ---- | ------ |
| 1980    | Brands Hatch Racing | ARG | BRA | RSA | USW | BEL | MON | FRA | GBR DNQ | GER | AUT | NED | ITA | CAN | USA | NC   | 0      |
| Fuente: |                     |     |     |     |     |     |     |     |         |     |     |     |     |     |     |      |        |